# Myszorówka
Myszorówka (Mastomys) – rodzaj ssaków z podrodziny myszy (Murinae) w obrębie rodziny myszowatych (Muridae).

## Rozmieszczenie geograficzne
Rodzaj obejmuje gatunki występujące w Afryce.

## Morfologia
Długość ciała (bez ogona) 73–178 mm, długość ogona 60–174 mm, długość ucha 12–23 mm, długość tylnej stopy 15–29 mm; masa ciała 10–160 g.

## Systematyka
Rodzaj zdefiniował w 1915 roku angielski zoolog Oldfield Thomas w artykule zatytułowanym Lista ssaków (z wyłączeniem Ungulata) zebranych w Górnym Kongo przez dr Christy’ego dla Congo Museum w Tervueren, opublikowanym w czasopiśmie „The Annals and magazine of natural history”. Gatunkiem typowym jest (oryginalne oznaczenie) myszorówka przylądkowa (M. coucha). 

### Etymologia
- Mastomys: gr. μαστoς mastos ‘pierś, klatka piersiowa’[7]; μυς mus, μυος muos ‘mysz’[8].
- Myomys: zbitka wyrazowa gr. μυς mus, μυoς muos ‘mysz’[8]. Gatunek typowy (oryginalne oznaczenie): Mus colonus Brants, 1827  (= Mus coucha A. Smith, 1834).

### Podział systematyczny
Do rodzaju należą następujące występujące współcześnie gatunki:
| Grafika | Gatunek                   | Autor i rok opisu                        | Nazwa zwyczajowa       | Podgatunki         | Rozmieszczenie geograficzne | Podstawowe wymiary                                | Status IUCN |
| ------- | ------------------------- | ---------------------------------------- | ---------------------- | ------------------ | --- | ------------------------------------------------- | ----------- |
|         | Mastomys angolensis       | (Bocage, 1890)                           | myszkówka angolańska   | gatunek monotypowy | endemit Angoli; zakres wysokości: powyżej 1000 m n.p.m. | DC: 10,9–12,7 cm DO: 10,3–12,8 cm MC: brak danych | LC          |
|         | Mastomys kollmannspergeri | (Petter, 1957)                           | myszorówka czadyjska   | gatunek monotypowy | rozproszone obszary w zachodnim Nigrze, w pobliżu jeziora Czad (północno-wschodnia Nigeria i południowo-zachodni Czad) oraz południowo-wschodni Sudan                                                                                                   | DC: 11,8–16,6 cm DO: 9,6–13,7 cm MC: 54–160 g     | LC          |
|         | Mastomys huberti          | (Wroughton, 1909)                        | myszorówka zalewowa    | gatunek monotypowy | głównie delta rzeki Senegal (Senegal i południowa Mauretania) i Macina (Mali), nierównomiernie w zachodnim i południowym Senegalu oraz zachodniej Gwinei                                                                                                | DC: 7,4–14,6 cm DO: 6,2–12 cm MC: 10–91 g         | LC          |
|         | Mastomys coucha           | (A. Smith, 1834)                         | myszorówka przylądkowa | gatunek monotypowy | Afryka Południowa w północno-zachodniej Namibii i na południe od rzeki Zambezi od środkowego Zimbabwe na południe do południowo-środkowej Południowej Afryki; prawdopodobnie wschodnia i południowa Botswana; zakres wysokości: 0–1600 m n.p.m.         | DC: 8,2–11,9 cm DO: 7–10,7 cm MC: 22–40 g         | LC          |
|         | Mastomys awashensis       | Lavrenchenko, Likhnova & Baskevich, 1998 | myszorówka awaszańska  | gatunek monotypowy | endemit Etiopii: znany z kilku obszarów, głównie w Wielkich Rowach Afrykańskich; zakres wysokości: 1500–2700 m n.p.m. | DC: 11,6–12,7 cm DO: 11,1–12,3 cm MC: brak danych | LC          |
|         | Mastomys natalensis       | (A. Smith, 1834)                         | myszorówka natalska    | gatunek monotypowy | Czarna Afryka od Senegalu na wschód do Somalii, na południe do północnej Namibii, północnej Botswany i wschodniej Południowej Afryki; izolowana populacja w północnym Sudanie                                                                           | DC: 7,6–15,5 cm DO: 7–17,4 cm MC: 15–98 g         | LC          |
|         | Mastomys erythroleucus    | (Temminck, 1853)                         | myszorówka biało-ruda  | gatunek monotypowy | północne sawanny od Senegalu na wschód do środkowej Etiopii, na południe do Kamerunu, północno-wschodniej Demokratycznej Republiki Konga, Burundi i środkowej Kenii; izolowana populacja zachodnio-środkowym Maroku; zakres wysokości: do 1500 m n.p.m. | DC: 9,2–17,8 cm DO: 8,1–15,1 cm MC: 32–107 g      | LC          |
|         | Mastomys shortridgei      | (St. Leger, 1933)                        | myszorówka bagienna    | gatunek monotypowy | rozproszony w południowej i wschodniej Angoli i wzdłuż rzeki Okawango w Pasie Caprivi (Namibia i północno-zachodnia Botswana; zakres wysokości: do 400 m n.p.m.                                                                                         | DC: 10,3–13,7 cm DO: 8,6–11,8 cm MC: 35–74 g      | LC          |

Kategorie IUCN:  LC  – gatunek najmniejszej troski.
Opisano również gatunki wymarłe:
- Mastomys cinereus Denys, 1987[13] (Tanzania; pliocen)
- Mastomys minor (Jaeger, 1976)[14] (Tanzania; plejstocen)
- Mastomys nazarensis (Haas, 1972)[15] (Izrael; plejstocen)